# Hangar

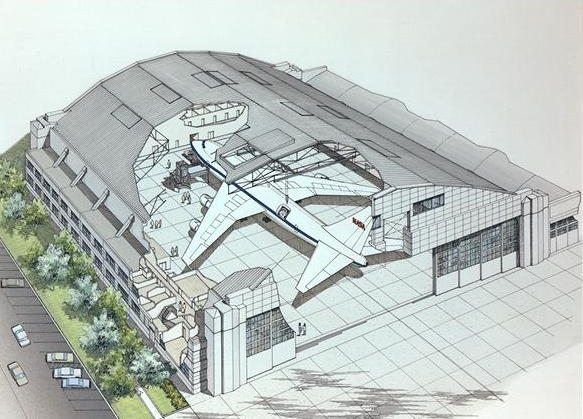
Opengewerkte tekening van een hangar

Een hangar (beluister de uitspraakⓘ) of hangaar is een gebouw dat dienstdoet als opslagplaats voor een of meer vliegtuigen. Het doel kan zijn om de vliegtuigen te beschermen tegen weersinvloeden, om ze te onttrekken aan vijandelijk zicht (militaire toepassing), of om ze te onderhouden en/of repareren. De constructie is vaak van metaal en voorziet in een grote overspanning zonder steunpilaren om zo een groot mogelijk vloeroppervlak te creëren.
Hangars staan meestal op een vliegveld, maar ook vliegdekschepen hebben hangars. In dit geval is het een speciale ruimte onder het vliegdek, en wordt een vliegtuig er met behulp van een lift in en uit gebracht. Bij gewone hangars rijdt het vliegtuig er simpelweg in (of wordt erin gesleept).
Behalve vliegtuigen kunnen hangars ook helikopters, luchtschepen of raketten bevatten.